# I. e. 323
Évszázadok: i. e. 5. század – i. e. 4. század – i. e. 3. század
Évtizedek: i. e. 370-es évek – i. e. 360-as évek – i. e. 350-es évek – i. e. 340-es évek – i. e. 330-as évek – i. e. 320-as évek – i. e. 310-es évek – i. e. 300-as évek – i. e. 290-es évek – i. e. 280-as évek – i. e. 270-es évek
Évek: i. e. 328 – i. e. 327 – i. e. 326 – i. e. 325 –  i. e. 324 – i. e. 323 – i. e. 322 – i. e. 321 – i. e. 320 – i. e. 319 – i. e. 318

## Események

### Makedón Birodalom
- Nagy Sándor elrendeli a babiloni Étemenanki ziggurat lebontását egy újjáépítés előtt.
- Június 10/Június 11 – Meghal Nagy Sándor. Babiloni palotájában hosszú tivornyázás után megbetegszik és tíz nappal később meghal.
- Az utódlást illetően két párt áll szemben egymással: Meleagrosz és követői azt szeretnék, ha III. Philipposz (Nagy Sándor gyengeelméjű féltestvére) örökölné a trónt; Perdikkasz viszont amellett érvel, hogy várják meg, míg megszületik Nagy Sándor és felesége, Rhóxané gyermeke (a leendő IV. Alexandrosz). Eumenész segítségével kompromisszum születik: névleg III. Philipposz lesz a király, de helyette Perdikkasz régensként kormányoz. Perdikkasz felosztja a birodalmat a hadvezérek és az őt támogató szatrapák között: 
  - Antipatrosz (Kraterosszal közösen) kapja Görögországot Makedóniától a Peloponnészoszig, valamint számos égei-tengeri szigetet
  - Laomedóné lesz Szíria és Fönícia
  - Philótaszé Kilikia
  - Peithóné Média
  - Antigonoszé Pamphülia és Lükia
  - Leonnatoszé Frígia
  - Neoptolemoszé Örményország
  - Ptolemaioszé Egyiptom
  - Eumenészé Kappadókia és Paphlagónia
  - Lüszimakhoszé pedig Trákia

Ázsiában Perdikkasz főparancsnokként felügyeli a kormányzók munkáját; az itteni régiókban alapvetően helyben hagyja Nagy Sándor korábbi döntéseit. 
- Perdikkasz megöleti Meleagroszt és 300 lojális katonáját. Rhóxané, nagy Sándor első felesége meggyilkoltatja a második feleséget, Sztateirát.

### Görögország
- Nagy Sándor halálának hírére több görög város - köztük Athén - fellázad a fölébük kirendelt kormányzó, Antipatrosz ellen. Csatában legyőzik Antipatroszt és beszorítják Lamiába, ahol több hónapon át ostrom alatt tartják.
- Az athéni makedónellenes hangulat Arisztotelész ellen fordul (aki Makedóniában született) és vádat emelnek ellene istentelenség miatt. Arisztotelész anyja euboiai birtokára menekül. Iskolájának, a Lükeionnak vezetését Theophrasztosz veszi át.
- Az athéniak visszahívják Démoszthenészt a száműzetésből.

### Róma
- Caius Sulpicius Longust és Quintus Aulius Cerretanust választják consulnak. A szamniszok korábbi békekérési ígéretüket megszegve folytatják a háborút. Az apuliabeliek fellázadnak. Sulpicius a szamniszok, Aulius az apuliabeliek földjeit dúlja végig, csatára nem kerül sor.[1]

## Születések
- IV. Alexandrosz makedón király

## Halálozások
- Június 10/11 – Nagy Sándor makedón király
- Diogenész, görög filozófus
- Meleagrosz, makedón hadvezér

## Fordítás
- Ez a szócikk részben vagy egészben  a(z)   323 BC című angol Wikipédia-szócikk ezen változatának fordításán alapul.  Az eredeti cikk szerkesztőit annak laptörténete sorolja fel. Ez a jelzés csupán a megfogalmazás eredetét és a szerzői jogokat jelzi, nem szolgál a cikkben szereplő információk forrásmegjelöléseként.